# Ромуальдас Рамошка
Ромуальдас Рамошка (17 лютого 1942) — литовський державний діяч і дипломат. Надзвичайний і Повноважний Посол Литви в Україні.

## Біографія
Народився 17 лютого 1942 року в селі Падубисяй Пакруойського району, Литва. У 1965 закінчив Каунаський політехнічний інститут.
З 1965 по 1982 — працював інженером-будівельником.
З 1982 по 1986 — начальник управління капітального будівництва Міністерства плодоовочевої промисловості.
З 1986 по 1987 — заступник начальника головного управління капітального будівництва агропромислового комітету.
З 1987 по 1989 — керуючий тресту з виробництва будматеріалів.
З 1989 по 1990 — заступник голови державного агропромислового комітету.
З 1990 по 1993 — заступник міністра матеріальних ресурсів Литви.
У 1993 — 1-й заступник міністра промисловості та торгівлі Литви.
З 1993 по 1997 — Надзвичайний і Повноважний Посол Литви в Києві (Україна).